# راي كيمب
راي كيمب (بالإنجليزية: Ray Kemp)‏ هو لاعب كرة قدم أمريكية أمريكي، ولد في 7 أبريل 1907 في Cecil, Pennsylvania ‏ في الولايات المتحدة، وتوفي في 26 مارس 2002 في أشتابولا في الولايات المتحدة.